# Argynnis hyperbius
Argynnis hyperbius is een vlinder uit de familie Nymphalidae (vossen, parelmoervlinders en weerschijnvlinders). De spanwijdte bedraagt tussen de 60 en 80 millimeter.
Het verspreidingsgebied strekt zich uit van Ethiopië over het Oriëntaals en Australaziatisch gebied. De waardplanten van de rups zijn Viola betonicifolia en andere planten uit de viooltjesfamilie.
De vlinder komt voor langs de randen van bossen en theeplantages en kan dan vaak zonnend worden aangetroffen op een ruige ondergrond. De vlucht van de mannetjes is sneller dan die van de vrouwtjes. Mannetjes vliegen vaak boven de top van een heuvel om daar vrouwtjes naartoe te lokken.